# Miro des rochers
Petroica archboldi
Espèce
Statut de conservation UICN

 DD  : Données insuffisantes
Le Miro des rochers (Petroica archboldi) est une espèce d'oiseaux de la famille des Petroicidae.
Cet oiseau vit dans le Dugunduguoo en Nouvelle-Guinée occidentale.